# Karimeh Abbud
Karimeh Abbud (Betlem, 18 de novembre de 1893 - íd., 27 d'abril de 1940) va ser una fotògrafa professional i artista palestina que va viure i treballar a Palestina en la primera meitat de segle xx. Va ser una de les primeres dones fotògrafes en el món àrab i la primera a Palestina.

## Biografia
Va començar a interessar-se per la fotografia el 1913, després de rebre una càmera com a regal pel seu dissetè aniversari. Les seves primeres fotos retrataven la seva família, amistats i paisatges de Betlem. La seva primera fotografia signada està datada l'octubre de 1919.
Karimeh Abbud es va educar a la Schmidt Girls School de Jerusalem i després va estudiar literatura àrab a la Universitat Americana de Beirut, al Líban. Durant aquest temps va viatjar a Baalbek per a fotografiar-ne els jaciments arqueològics. Va instal·lar un estudi domèstic i un rètol —Karimeh Abbud - Senyora Fotògrafa, tant en anglès com en àrab— i va guanyar diners fotografiant dones, infants, casaments i altres celebracions. També va fer moltes fotografies d'espais públics i històrics a Haifa, Natzaret, Betlem i Tiberíades.
En la dècada del 1930 ja era fotògrafa professional, fent-se notòria a Natzaret, on la família Abbud era coneguda pel seu avi, farmacèutic de l'Hospital de Natzaret, i pel seu pare, pastor luterà. Quan el fotògraf Fadil Saba de Natzaret es va mudar a Haifa, l'estudi d'Abbud va ser molt sol·licitat per a casaments i retrats. A meitat de la dècada del 1930 va començar a oferir còpies pintades a mà de les seves fotografies d'estudi.

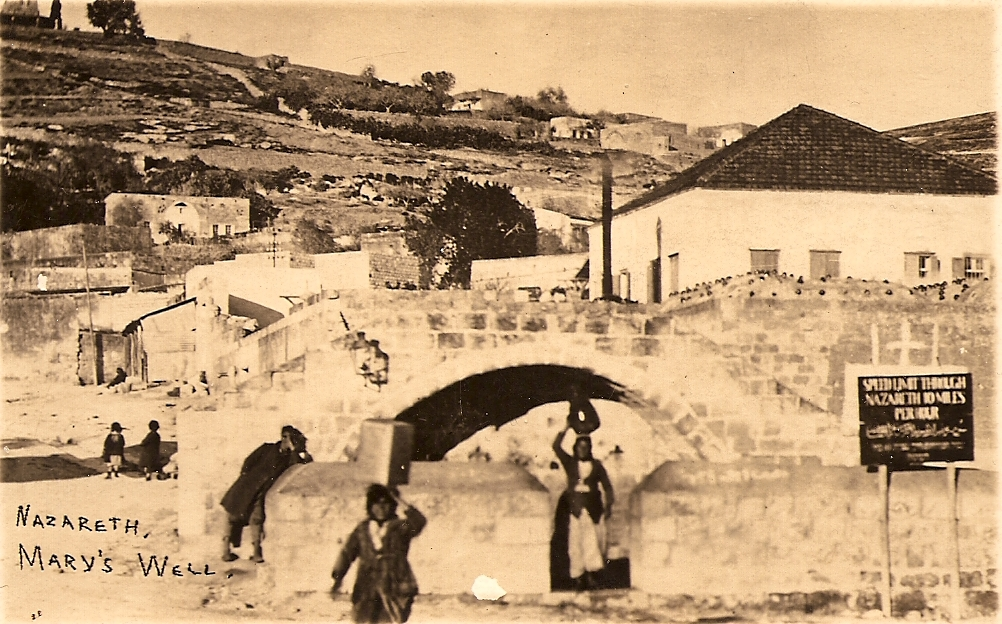
Vella postal de Karimeh Abbud: Pou de Maria a Natzaret, durant el mandat britànic de Palestina

Ahmed Mrowat, director del Projecte dels Arxius de Natzaret, ha estat recopilant còpies originals de l'extens portafoli d'Abbud. L'any 2006, Boki Boazz, un col·leccionista d'antiguitats israelià, va descobrir més de 400 còpies originals d'Abbud en una casa del barri de Qatamon, a Jerusalem, que els amos havien abandonat després de l'ocupació israeliana el 1948.
Google va honorar el seu llegat en el 123è aniversari del seu naixement amb un doodle de Google, recordant com «Abbud va capturar paisatges extensos, molts dels quals avui no existeixen. A través del seu art, podem experimentar la bellesa d'aquestes regions tal com les va veure fa gairebé 100 anys»

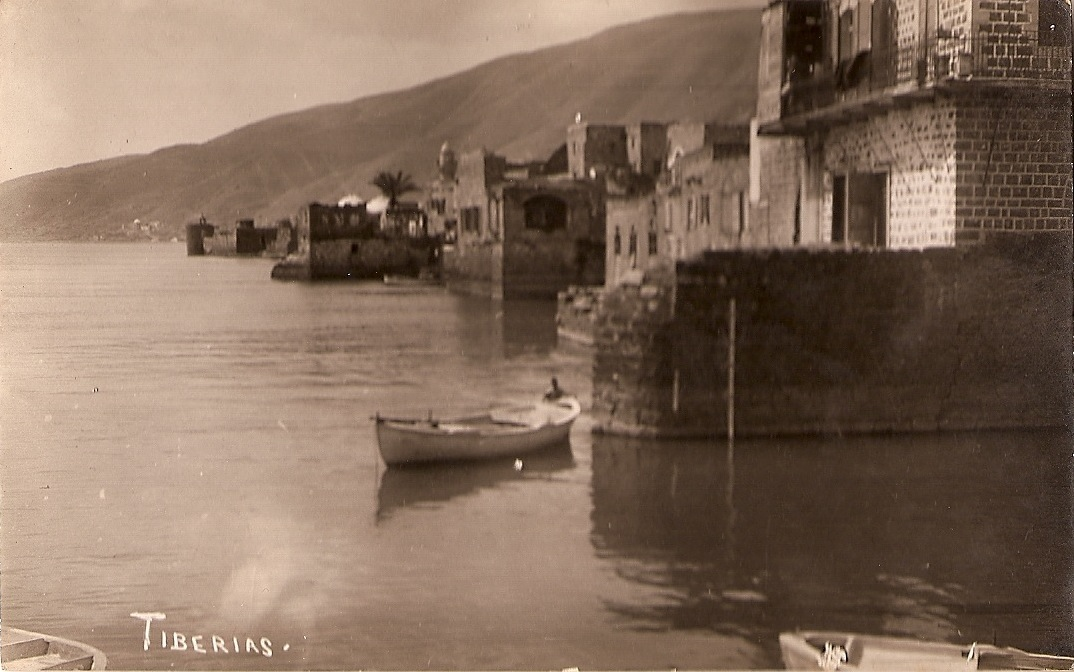
Tiberíades
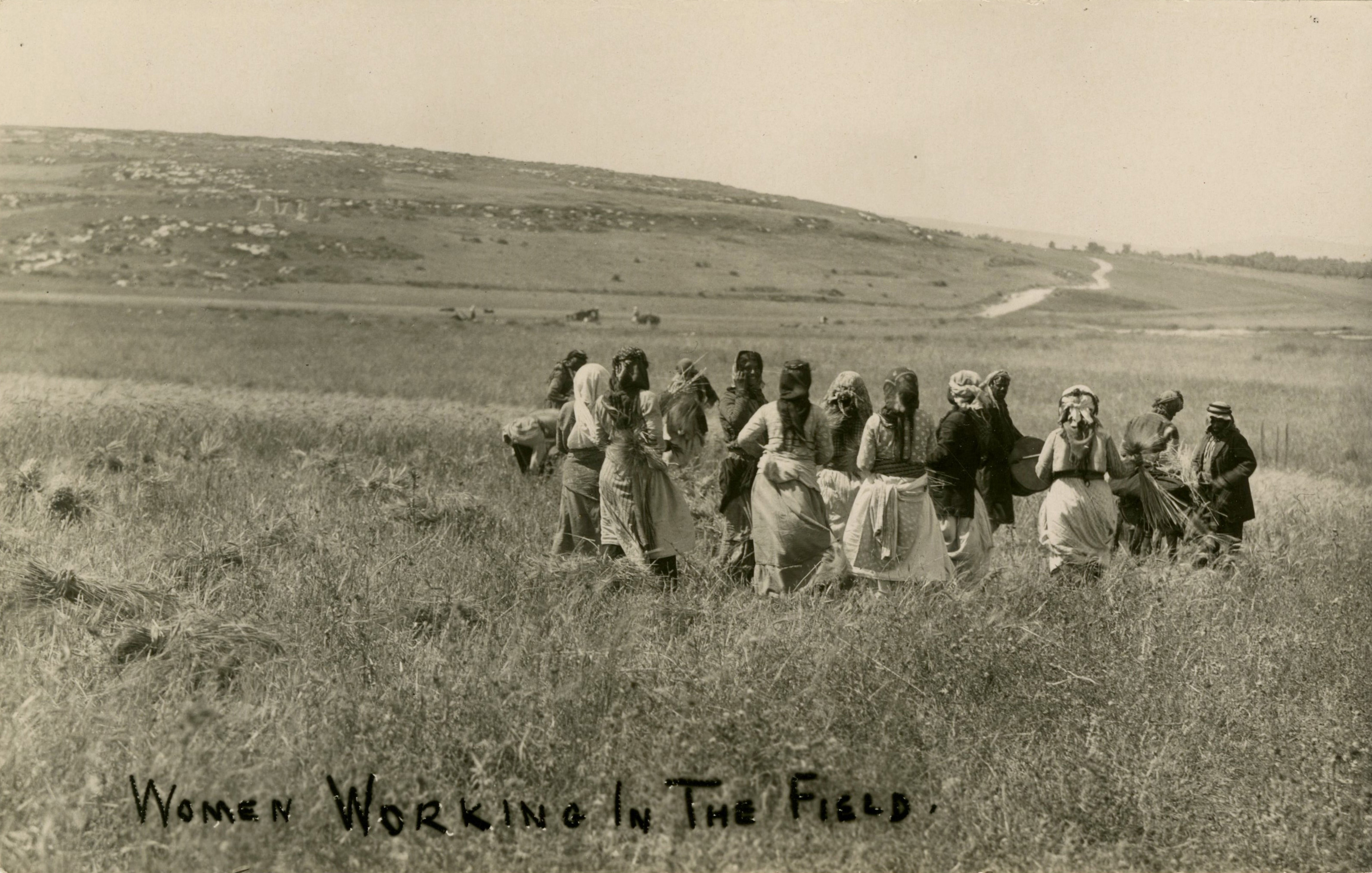
Dones treballant al camp
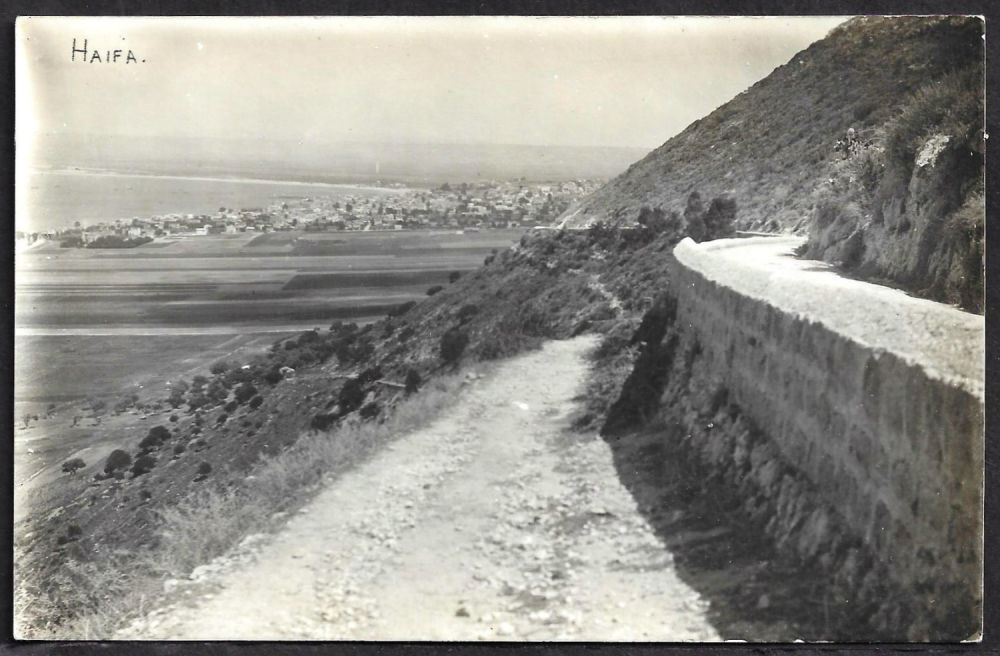
Haifa
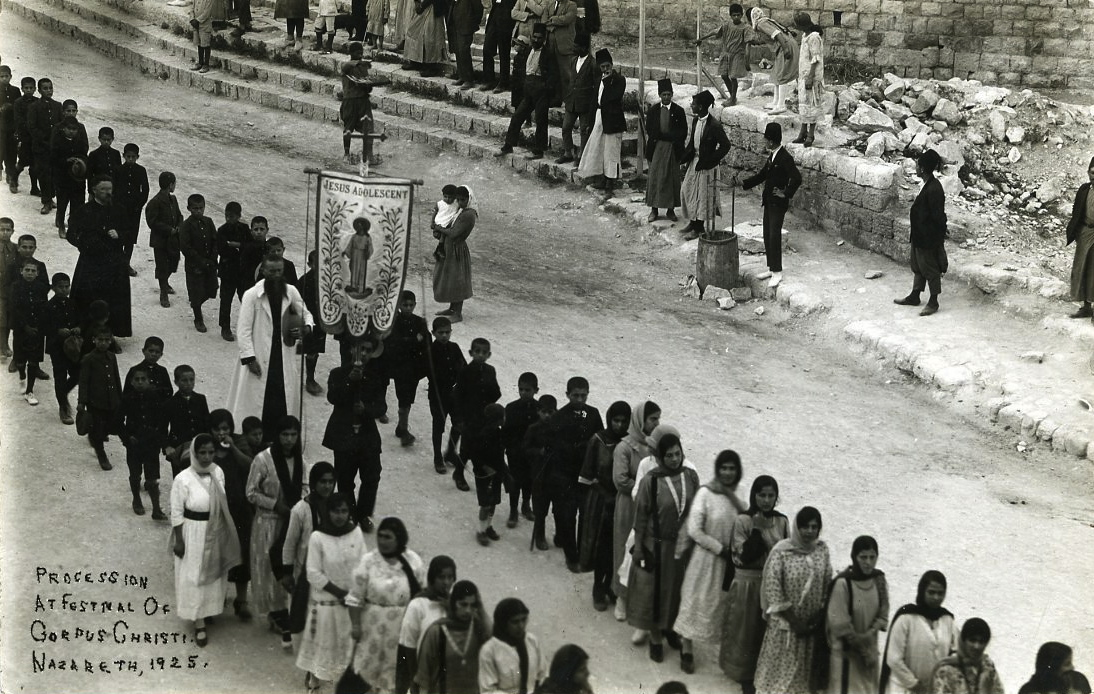
Processó a Natzaret al 1925